# Jardins d'Éole
Els Jardins d'Éole són un parc del  18è districte de París, al 45 del carrer d'Aubervilliers. Ha estat inaugurat el maig de 2007.
La creació d'aquest parc és la fruit d'una mobilització dels ciutadans, de les associacions i dels elegits (discurs d'inauguració dels Jardins d'Éole per Bertrand Delanoë). Sobre més de 42000 m², els Jardins d'Éole il·lustren la voluntat d'embellir París, i de dibuixar un nou espai dedicat al dia a dia dels habitants en un barri molt de temps desproveït d'aquesta mena d'equipament col·lectiu.
«Aquest parc és també el fruit d'una ambició mediambiental que s'aplica a cadascuna de les polítiques públiques, mobilitzant les tècniques més respectuoses amb l'aire, amb el sòl i amb l'aigua. Els Jardins d'Éole ajunten així desenvolupament sostenible, estètica urbana, convivència i està obert a totes les generacions...»

## Gestió ecològica del parc
En el marc del compromís de la ciutat de París vers la protecció del medi ambient, s'ha iniciat una gestió ecològica de l'indret. Té en compte la diversitat dels usos del recorregut preservant l'aigua, el sòl i l'aire.
La praderia és segada i les fulles als massisos conservades. No hi ha cap recurs en adobs o en pesticides. S'hi practica la recollida selectiva de les deixalles. Un aeromotor il·lustra la importància de tindre en compte de les energies renovables en els estils de vida contemporanis.
Totes les parts del parc són accessibles a les persones amb mobilitat reduïda per una disposició de camins i de rampes. La implantació de la fauna és afavorida per la tria de la flora. Un jardí de graves està sembrat de plantes plurianuals que se naixen espontàniament i floreixen al llarg de l'any.